# Arkitekten Ventura Rodríguez
Arkitekten Ventura Rodríguez (spanska: El Arquitecto Ventura Rodriguez) är en oljemålning av den spanske konstnären Francisco de Goya från 1784. Den ingår i Nationalmuseums samlingar i Stockholm sedan 1949. 
Målningen är ett porträtt av Ventura Rodríguez (1717–1785) som var sin tids främsta arkitekt i Spanien. Rodríguez håller i handen en ritning till det kapell i katedralen Basílica de Nuestra Señora del Pilar i Zaragoza som han själv alltid betraktat som sitt främsta verk. Även Goya hade en relation till den katedralen. År 1771 fick han sitt första viktiga monumentaluppdrag, en fresk i tabernaklets kupol framställande Guds namn. Möjligen var det Rodríguez som såg till att den yngre vännen Goya fick detta uppdrag. Goyas porträtt av arkitekten är mycket personligt och låter oss ana att konstnären kände sympati för sin modell. 